# Raïon d'Irkoutsk
Le raïon d'Irkoutsk (en russe : Ирку́тский райо́н, Irkoutski raïon) est une subdivision administrative (raïon) et une municipalité (raïon municipal) de l'oblast d'Irkoutsk en Russie. Situé en Sibérie, il a comme centre administratif la ville d'Irkoutsk, bien qu'elle ne fasse pas partie du raïon. Le raïon, créé en 1926, profite de sa situation dans l'agglomération d'Irkoutsk ainsi que sur les rives du lac Baïkal, site classé au patrimoine mondial de l'UNESCO, qui donnent au raïon une économie importante, avec une importante part de tourisme, comme avec la station balnéaire de Listvianka. Le raïon compte au total 85 localités, et sa population, en constante augmentation, s'éleve à 165 480 habitants en 2023.

## Géographie

### Situation
Le raïon d'Irkoutsk est situé dans l'oblast d'Irkoutsk, un sujet sibérien de la Russie. Il a une superficie de 11 685,21 km2, soit le vingtième raïon le plus grand (sur 33). Il compte pour 1,5 % du territoire de l'oblast, et un cinquième de sa superficie, soit 2,4 mille km2, est composée de zones aquatiques, avec le lac Baïkal et le réservoir d'Irkoutsk de l'Angara.

Le raïon borde en tout huit subdivisions de type raïon ou équivalent, avec le raïon de Slioudianka au sud, le raïon de Chelekhov à l'ouest, le raïon d'Angarsk au nord-ouest, le raïon d'Oussolié-Sibirskoïe au nord-ouest, le raïon de Bokhan au nord, le raïon des Ekhirit-Boulagaty au nord-est (ces deux derniers de la Bouriatie Oust-Orda) et le raïon d'Olkhon à l'est, ainsi que la ville d'Irkoutsk qui est quasi enclavée dans le centre-ouest. Par ailleurs, il dispose d'une frontière maritime grâce au lac Baïkal avec un raïon de Bouriatie : le raïon de Kabansk au sud-est.

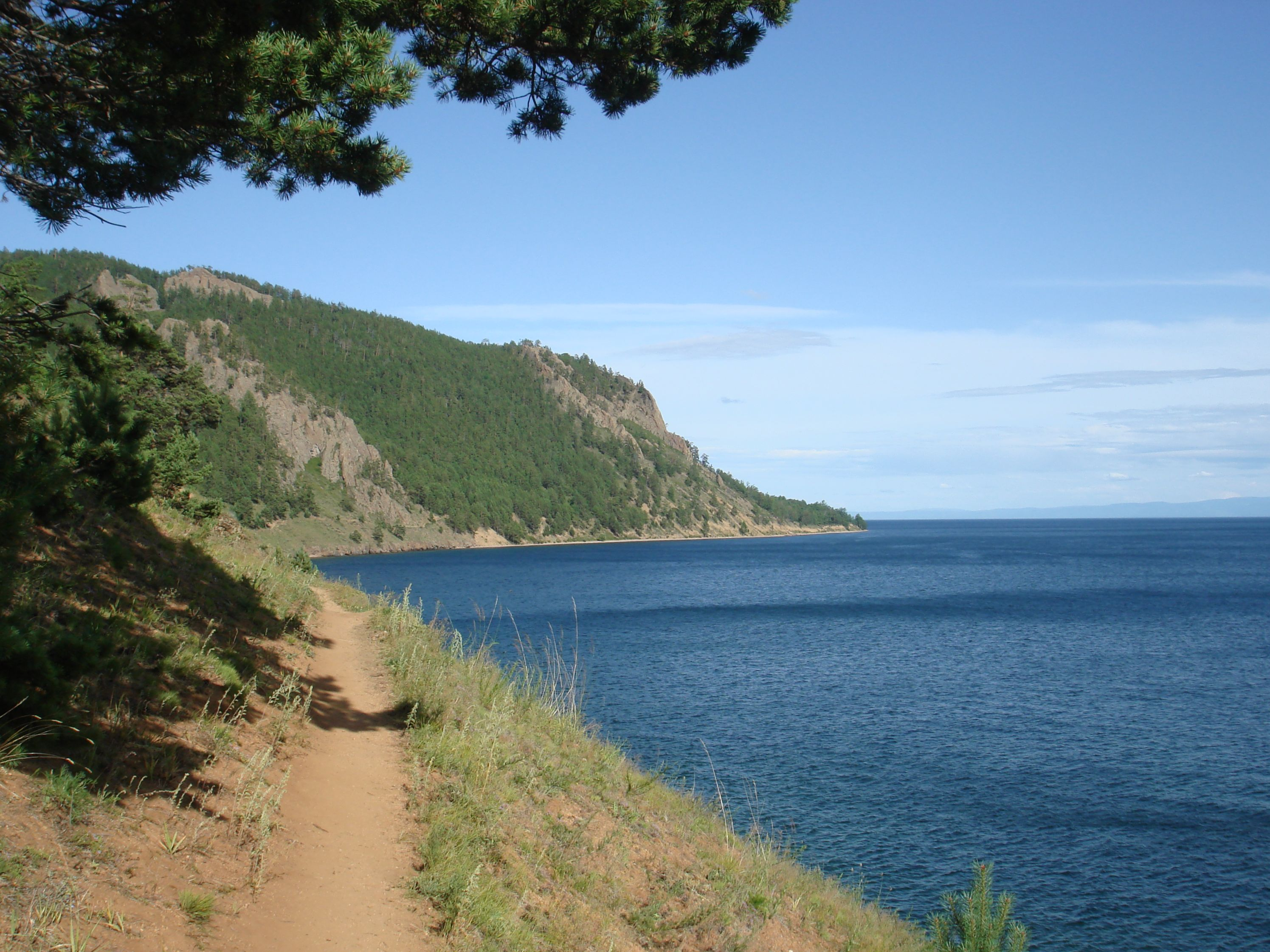
Sentier de grande randonnée du lac Baïkal près de Bolchié Koty.
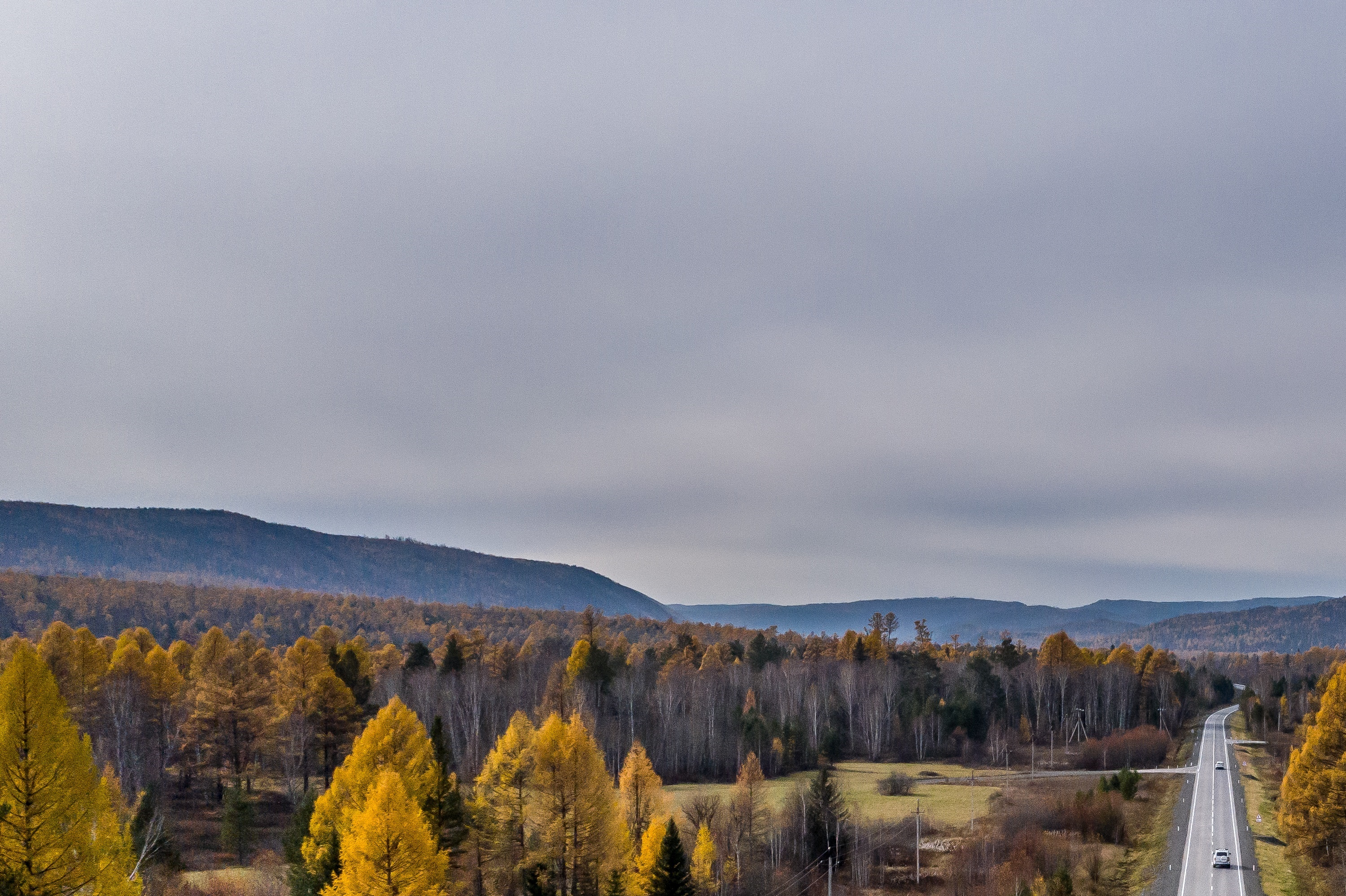
Taïga en automne dans la vallée de la Goloustnaïa (avec la route 25K-010).
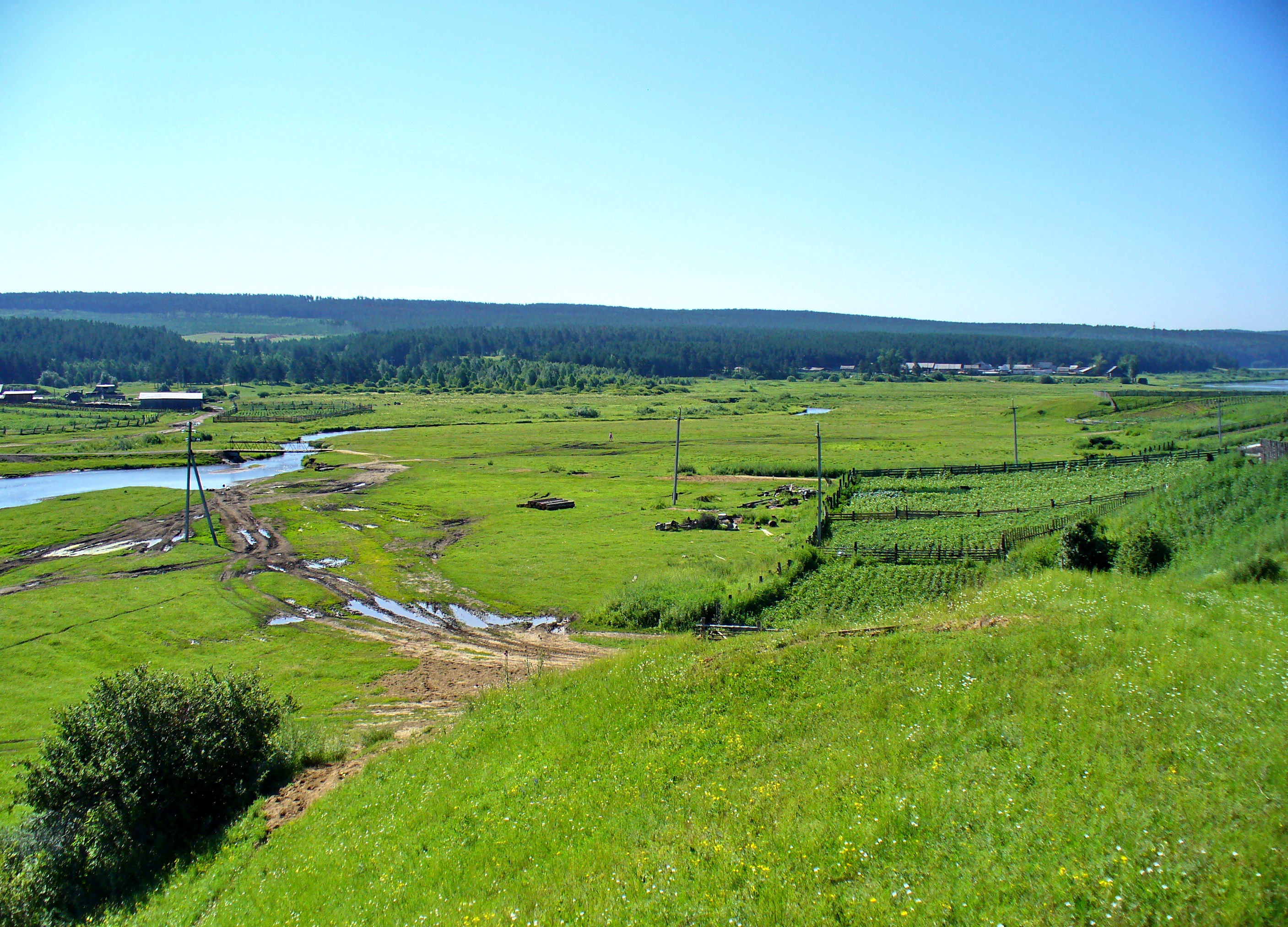
Plaine à Oust-Baleï.
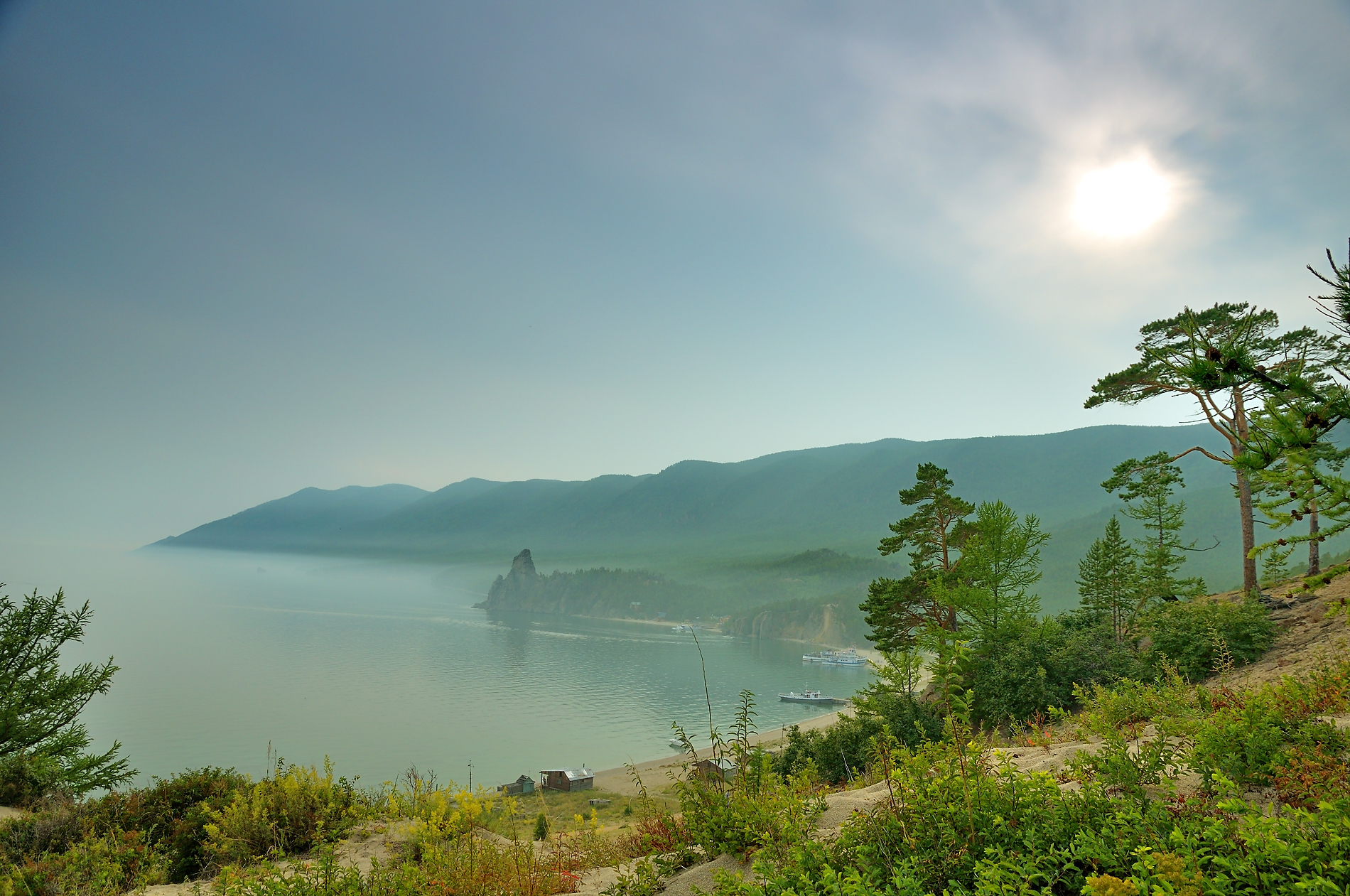
La baie Pestchanaïa du Baïkal.

### Hydrographie
Le raïon d'Irkoutsk contient de précieuses ressources naturelles en eaux. Elles sont principalement constituées du lac Baïkal, plus grand lac d'eau douce de la planète (avec 20 % des réserves d'eaux douces mondiales non gelées)et du réservoir d'Irkoutsk du barrage d'Irkoutsk, de la rivière Angara, mais aussi des rivières se jetant dans le Baïkal et dans l'Angara.
Sinon, dans le raïon coule la rivière Irkout (qui finit sa course dans le raïon), affluent de l'Angara, mais aussi entièrement les rivières Ouchakovka, Goloustnaïa, Olkha ainsi que le cours inférieure de la rivière Kouda.

### Climat
Le climat est fortement continental, mais il bénéficie d'un adoucissement par les eaux du lac Baïkal. Les étendues de températures au cours de l'année peuvent dépasser les 80 °C, et jusqu'à 30 °C en une seule journée. La température moyenne annuelle de l'air est négative de presque partout, à l'exception de la côte du lac Baïkal.
Le mois le plus froid est janvier, avec des températures moyennes allant de −15°C à – 40 °C, avec pour la majeure partie du territoire des températures comprises entre −20 et −25 °C. Le mois le plus chaud, juillet, a une température moyenne de 18 °C, et jusqu'à +36 °C de certains jours. Les précipitations sont en moyenne de 500 mm par an, avec le maximum en juillet-août, et le minimum en février et mars.
| Mois                                | jan.  | fév.  | mars | avril | mai  | juin | jui. | août | sep. | oct. | nov. | déc.  | année |
| ----------------------------------- | ----- | ----- | ---- | ----- | ---- | ---- | ---- | ---- | ---- | ---- | ---- | ----- | ----- |
| Température minimale moyenne (°C)   | −18,9 | −16,9 | −9,7 | −2    | 3,1  | 9,8  | 14   | 14,3 | 9,1  | 2    | −5,7 | −13,1 | 1,69  |
| Température moyenne (°C)            | −16,7 | −14,1 | −6,3 | 1,4   | 6,7  | 13   | 16,7 | 16,8 | 12   | 4,5  | −3,3 | −10,7 | 3,75  |
| Température maximale moyenne (°C)   | −14,4 | −11,3 | −3,2 | 4,8   | 10,4 | 16,3 | 19,6 | 19,4 | 14,5 | 6,7  | −1,3 | −8,5  | 5,17  |
| Précipitations (mm)                 | 14    | 10    | 17   | 28    | 46   | 79   | 120  | 117  | 83   | 38   | 34   | 27    | 613   |
| Nombre de jours avec précipitations | 4     | 3     | 4    | 5     | 7    | 8    | 9    | 10   | 9    | 7    | 8    | 7     | 81    |
| Humidité relative (%)               | 72    | 72    | 68   | 65    | 65   | 73   | 80   | 77   | 70   | 66   | 69   | 76    | 71,83 |

| Diagramme climatique                                  |              |            |         |           |           |           |             |           |        |            |             |
| J                                                     | F            | M          | A       | M         | J         | J         | A           | S         | O      | N          | D           |
| −14,4−18,914                                          | −11,3−16,910 | −3,2−9,717 | 4,8−228 | 10,43,146 | 16,39,879 | 19,614120 | 19,414,3117 | 14,59,183 | 6,7238 | −1,3−5,734 | −8,5−13,127 |
| Moyennes : • Temp. maxi et mini °C • Précipitation mm |              |            |         |           |           |           |             |           |        |            |             |

### Patrimoine naturel

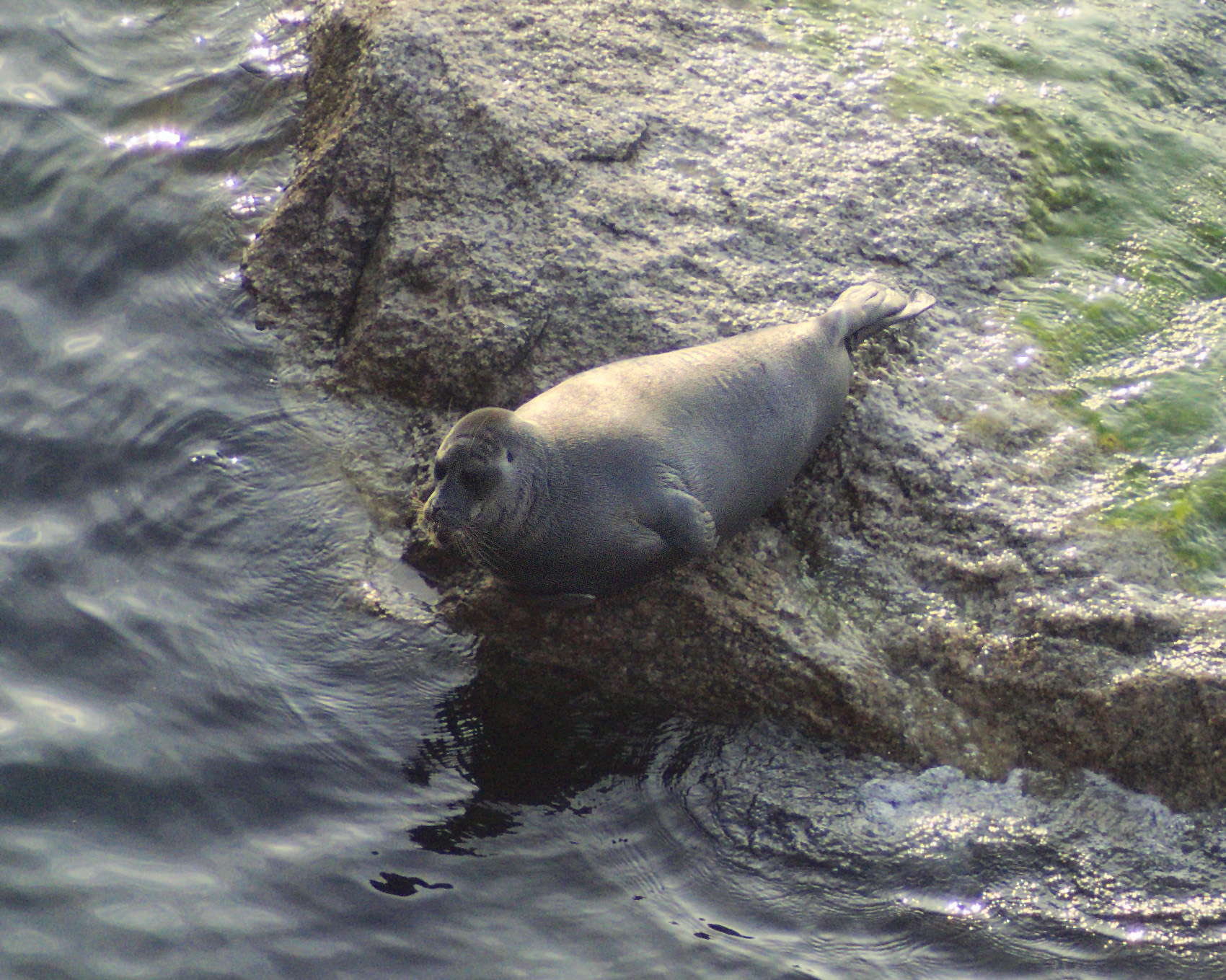
Phoque de Sibérie près de la baie Pestchnaïa.

Le patrimoine naturel est très important, avec lac Baïkal qui est un site classé au patrimoine mondial de l'UNESCO, avec une faune et une flore riche que le raïon possède ainsi. Des espèces telles que le phoque du Baïkal ou l'omoul peuvent être aperçus. En particulier avec ce lac se trouve le parc national Pribaïkalsky qui se situe partiellement dans le raïon. En sites naturels, on compte aussi la baie Pestchnaïa qui est depuis 1981 un monument naturel, le pic Tcherski nommé d'après Jan Czerski dont son ascension est populaire auprès des touristes, le lac asséché vers Bolchoïe Goloustnoïe, un endroit qui devient un lac toutes les quelques années, le reste du temps étant une prairie, la baie de Kadilnaïa avec de nombreux cerfs élaphes ainsi qu'à trois kilomètres au nord-est de cette baie la zone Malaïa Kadilnaïa. Cette dernière zone a de nombreuses grottes et mini-grottes, la plus célèbre d'entre elles, la « Chapelle », tout à fait accessible aux visiteurs qui n'ont même pas de connaissances de base en spéléologie.

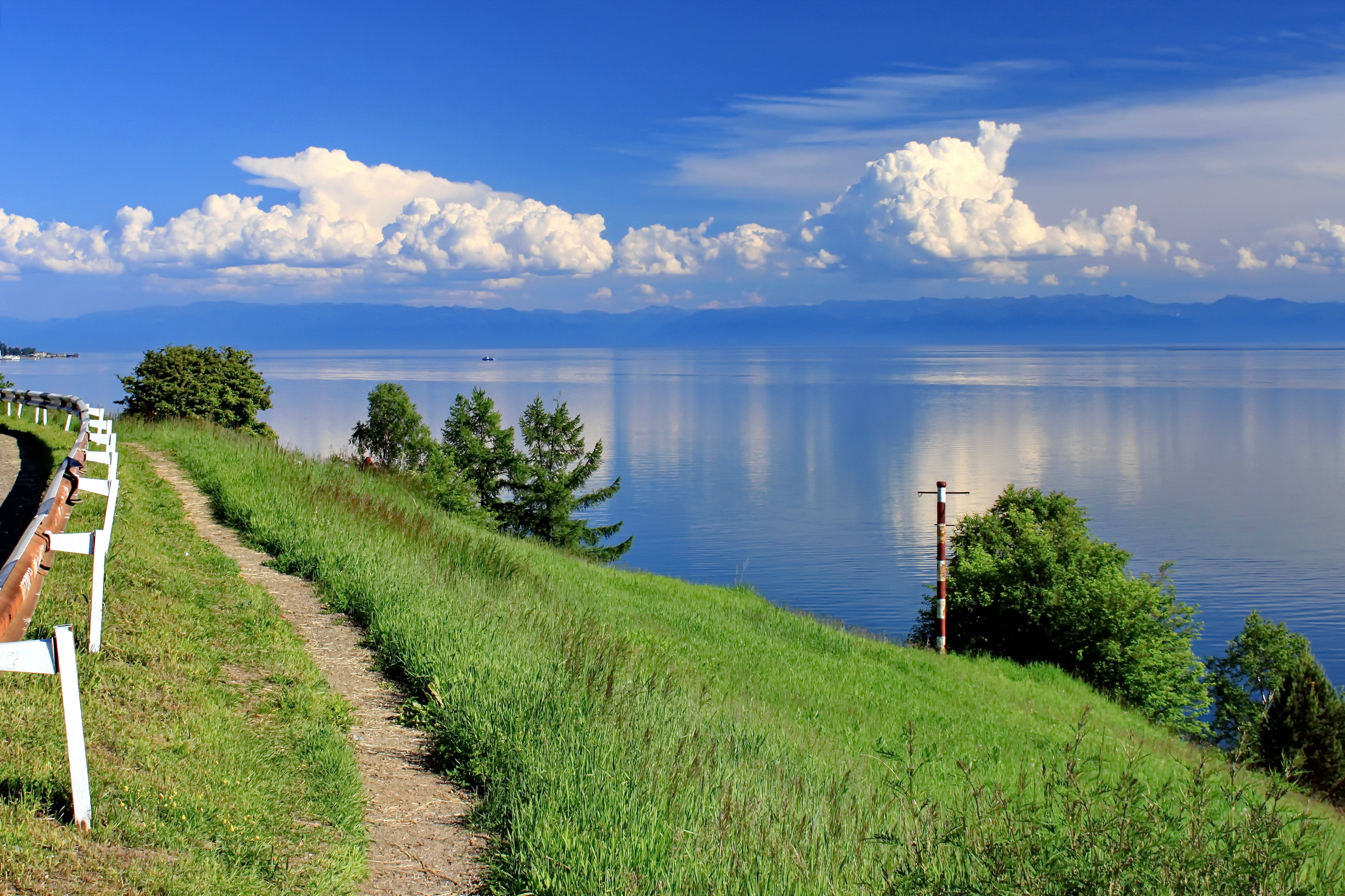
En été à Listvianka.

Il y a aussi la grotte « Okhotnitchia » (la « grotte du Chasseur »), découverte accidentellement par des spéléologues en 2006, profonde de 77 m avec d'énormes cavités atteignant la hauteur d'un bâtiment de 7 étages, avec des salles atteignant 75 m de haut, des puits d'une profondeur de plus de 40 m. Sa découverte devint l'événement le plus marquant de l'histoire récente de la spéléologie dans la région du Baïkal. En 2008, 5,7 km de ses galeries ont été relevés, mais c'est loin du total. La grotte est considérée comme la plus belle de toute la région du Baïkal, sans aucun égal. Elle est à douze kilomètres du village de Bolchoïe Goloustnoïe.
Sinon, il y a le sentier de grande randonnée du lac Baïkal, avec une partie longue de 37 km entre Bolchoïe Goloustnoïe et la baie Pestchnaïa. Cette baie est aussi accessible l'été en bateau, mais en aucun cas en voiture. La baie Pestchnaïa est le seul endroit en Sibérie orientale où la température annuelle moyenne de l'air est positive (+0,4°C), et l'eau se réchauffe en été jusqu'à 14–22 °C. La plage est faite de sable, et grâce aux gros rochers environnants ; le Grand Clocher (hauteur 80 m au-dessus du niveau du lac) et le Petit Clocher (60 m) ; elle est protégée de tous les vents.

## Histoire
Le raïon moderne d'Irkoutsk est l'une des plus anciennes villes de tout l'oblast actuel d'Irkoutsk. Au XVIIIe siècle, l'ouïezd d'Irkoutsk est créé, qui devient en 1924 le volost d'Irkoutsk. En 1937, selon la résolution du Présidium du Comité exécutif central panrusse, l'oblast d'Irkoutsk est formé avec différents raïons, dont le raïon d'Irkoutsk. Il perd ensuite au cours de ses premières années 20 000 m2 de territoires, transférées aux raïons de Baïandev et au raïon de Kirov (ce dernier depuis dissout).

## Politique et administration

### Tendances politiques
| Scrutin             | 1er tour | 1er tour | 1er tour | 1er tour | 1er tour | 1er tour | 1er tour | 1er tour | 1er tour | 1er tour | 1er tour | 1er tour | 2d tour                  | 2d tour                  | 2d tour                  | 2d tour                  | 2d tour                  | 2d tour                  | 2d tour                  | 2d tour                  | 2d tour                  | 2d tour                  | 2d tour                  | 2d tour                  |
| Scrutin             | 1er      | 1er      | %        | 2e       | 2e       | %        | 3e       | 3e       | %        | 4e       | 4e       | %        | 1er                      | 1er                      | %                        | 2e                       | 2e                       | %                        | 3e                       | 3e                       | %                        | 4e                       | 4e                       | %                        |
| ------------------- | -------- | -------- | -------- | -------- | -------- | -------- | -------- | -------- | -------- | -------- | -------- | -------- | ------------------------ | ------------------------ | ------------------------ | ------------------------ | ------------------------ | ------------------------ | ------------------------ | ------------------------ | ------------------------ | ------------------------ | ------------------------ | ------------------------ |
| Présidentielle 2012 |          | ER       | 59,08    |          | KPRF     | 18,85    |          | SE       | 9,51     |          | LDPR     | 8,10     | Victoire au premier tour | Victoire au premier tour | Victoire au premier tour | Victoire au premier tour | Victoire au premier tour | Victoire au premier tour | Victoire au premier tour | Victoire au premier tour | Victoire au premier tour | Victoire au premier tour | Victoire au premier tour | Victoire au premier tour |
| Gouvernorale 2015,  |          | KPRF     | 46,45    |          | SE       | 38,08    |          | SRZP     | 7,33     |          | LDPR     | 5,31     |                          | KPRF                     | 68,77                    |                          | SE                       | 29,34                    |                          |                          |                          |                          |                          |                          |
| Présidentielle 2018 |          | ER       | 72,78    |          | KPRF     | 17,27    |          | LDPR     | 5,54     |          | GRANI    | 1,32     | Victoire au premier tour | Victoire au premier tour | Victoire au premier tour | Victoire au premier tour | Victoire au premier tour | Victoire au premier tour | Victoire au premier tour | Victoire au premier tour | Victoire au premier tour | Victoire au premier tour | Victoire au premier tour | Victoire au premier tour |

### Pouvoirs exécutif et législatif
Le centre administratif du raïon est la ville d'Irkoutsk, bien qu'elle ne fasse pas partie du raïon. Le maire du raïon est depuis décembre 2015 (réélu en septembre 2020) Léonid Petrovitch Frolov.

de la douma (depuis 2019).

La douma du raïon d'Irkoutsk a été convoquée pour la première fois après les élections du 24 avril 1994. La seconde législature a commencée le 5 mai 1996, jusqu'au 26 mai 2000, el la troisième a commencé le 13 juillet 2000 jusqu'au 21 juin 2004. La quatrième s'est étalée du 16 juillet 2004 au 25 septembre 2009, la cinquième à partir du 23 octobre 2009, la sixième à partir du 14 septembre 2014, et la septième à partir du 9 septembre 2019. Il y a 22 députés, élus selon un scrutin uninominal majoritaire à un tour dans autant de circonscription. Les députés actuels ont été élus lors du jour de vote unique de 2019. Russie unie dispose d'une majorité relative avec 8 sièges, suivis de 7 indépendants, 3 communistes et 2 libéraux-démocrates. Le président de la douma du raïon est depuis 2019 Petr Nikolaïevitch Novosseltsev.

### Municipalités
Le raïon de Mikhaïlovka est un raïon municipal, qui comprend donc des municipalités. Il y a dans le raïon 21 municipalités, dont 3 établissements urbains et 18 établissements ruraux. Chaque municipalité a son propre pouvoir exécutif et sa propre assemblée locale.
| N°                     | Municipalité     | Centre administratif | Localités | Population 2021 | Superficie (км²) |
| ---------------------- | ---------------- | -------------------- | --------- | --------------- | ---------------- |
| Établissements urbains |                  |                      |           |                 |                  |
| 1                      | Bolchaïa Retchka | Bolchaïa Retchka     | 7         | 2964            | 1071,81          |
| 2                      | Listvianka       | Listvianka           | 4         | 2246            | 1225,82          |
| 3                      | Markova          | Markova              | 3         | 42689           | 700,06           |
| Établissements ruraux  |                  |                      |           |                 |                  |
| 4                      | Goloustnaïa      | Maloïe Goloustnoïe   | 3         | 2090            | 4245,08          |
| 5                      | Gorokhovo        | Gorokhovo            | 6         | 2100            | 852,15           |
| 6                      | Dzerjinsk        | Dzerjinsk            | 1         | 4749            | 5,37             |
| 7                      | Karlouk          | Karlouk              | 1         | 4950            | 28,63            |
| 8                      | Maksimovchtchina | Maksimovchtchina     | 1         | 4232            | 47,45            |
| 9                      | Mamony           | Mamony               | 3         | 8334            | 127,63           |
| 10                     | Molodiojny       | Molodiojny           | 2         | 11638           | 20,43            |
| 11                     | Nikolsk          | Nikolsk              | 4         | 2466            | 295,44           |
| 12                     | Oïok             | Oïok                 | 9         | 8074            | 332,05           |
| 13                     | Reviakina        | Reviakina            | 4         | 1801            | 182,00           |
| 14                     | Smolenchtchina   | Smolenchtchina       | 1         | 5899            | 26,86            |
| 15                     | Sosnovy Bor      | Sosnovy Bor          | 1         | 1575            | 30,41            |
| 16                     | Ourik            | Ourik                | 9         | 15775           | 198,05           |
| 17                     | Zorino-Bykovo    | Zorino-Bykovo        | 4         | 1120            | 249,88           |
| 18                     | Oust-Kouda       | Oust-Kouda           | 1         | 2363            | 57,31            |
| 19                     | Pivovarikha      | Pivovarikha          | 10        | 11172           | 1211,60          |
| 20                     | Khomoutovo       | Khomoutovo           | 6         | 23963           | 420,27           |
| 21                     | Chiriaïeva       | Chiriaïeva           | 5         | 2516            | 356,91           |

## Population et société

### Démographie
Recensements (*) ou estimations de la population,:
| 1959*  | 1970*  | 1979*  | 1989*  | 2002*  | 2010*  |
| ------ | ------ | ------ | ------ | ------ | ------ |
| 77 959 | 53 724 | 53 554 | 56 885 | 59 850 | 84 322 |

| 2012   | 2013   | 2014    | 2015    | 2016    | 2017    |
| ------ | ------ | ------- | ------- | ------- | ------- |
| 89 880 | 96 023 | 103 057 | 107 010 | 112 111 | 119 275 |

| 2021*   | 2023    | - | - | - | - |
| ------- | ------- | - | - | - | - |
| 162 716 | 165 480 | - | - | - | - |

### Localités
Le raïon compte 85 localités selon les derniers chiffres. Le raïon compte trois communes urbaines, et la localité la plus peuplée est Markova de la municipalité éponyme, avec 36 971 habitants selon le recensement de 2021.
| Liste des localités du raïon | Liste des localités du raïon | Liste des localités du raïon | Liste des localités du raïon | Liste des localités du raïon     |
| N°                           | Localités                    | Population 2012,             | Statut                       | Municipalités                    |
| ---------------------------- | ---------------------------- | ---------------------------- | ---------------------------- | -------------------------------- |
| 1                            | Angara                       | hameau                       | 38                           | Municipalité d'Ourik             |
| 2                            | Angarskié Khoutora           | possiolok                    | 27                           | Municipalité de Listvianska      |
| 3                            | Barouï                       | hameau                       | 283                          | Municipalité de Gorokhovo        |
| 4                            | Beriozka                     | possiolok                    | 3                            | Municipalité de Bolchaïa Retchka |
| 5                            | Bolchaïa Retchka             | commune urbaine              | 2715                         | Municipalité de Bolchaïa Retchka |
| 6                            | Bolchié Koty                 | possiolok                    | 56                           | Municipalité de Listvianka       |
| 7                            | Bolchoïe Goloustnoïe         | possiolok                    | 592                          | Municipalité de la Goloustnaïa   |
| 8                            | Bourgaz                      | hameau                       | 282                          | Municipalité de Reviakina        |
| 9                            | Bourdakovka                  | hameau                       | 419                          | Municipalité de l'Ouchakovka     |
| 10                           | Bourdougouz                  | possiolok                    | 138                          | Municipalité de Bolchaïa Retchka |
| 11                           | Boutyrki                     | hameau                       | 607                          | Municipalité d'Oïok              |
| 12                           | Boutyrki                     | possiolok                    | 17                           | Municipalité de Bolchaïa Retchka |
| 13                           | Boukhoun                     | possiolok                    | 76                           | Municipalité de Gorokhovo        |
| 14                           | Bykov                        | hameau                       | 261                          | Municipalité d'Oust-Baleï        |
| 15                           | Vdovina                      | zaïmka                       | 75                           | Municipalité de Mamony           |
| 16                           | Verkhni-Ket                  | hameau                       | 56                           | Municipalité de Gorokhovo        |
| 17                           | Galki                        | hameau                       | 573                          | Municipalité d'Oïok              |
| 18                           | Glazounova                   | zaïmka                       | 125                          | Municipalité d'Ourik             |
| 19                           | Gorny                        | possiolok                    | 399                          | Municipalité de Khomoutovo       |
| 20                           | Gorokhovo                    | village                      | 754                          | Municipalité de Gorokhovo        |
| 21                           | Goriatchi Klioutch           | possiolok                    | 880                          | Municipalité de l'Ouchakovka     |
| 22                           | Goriachina                   | hameau                       | 444                          | Municipalité de Chiriaïeva       |
| 23                           | Granovchtchina               | hameau                       | 8302                         | Municipalité d'Ourik             |
| 24                           | Dzerjinsk                    | possiolok                    | 4749                         | Municipalité de Dzerjinski       |
| 25                           | Dobroliot                    | possiolok                    | 33                           | Municipalité de l'Ouchakovka     |
| 26                           | Dorojny                      | possiolok                    | 26                           | Municipalité de Bolchaïa Retchka |
| 27                           | Iegorovchtchina              | hameau                       | 392                          | Municipalité de Nikolsk          |
| 28                           | Ielovka                      | village                      | 205                          | Municipalité d'Oust-Baleï        |
| 29                           | Jerdovka                     | hameau                       | 291                          | Municipalité d'Oïok              |
| 30                           | Zorino-Bykovo                | hameau                       | 229                          | Municipalité d'Oust-Baleï        |
| 31                           | Zykov                        | hameau                       | 169                          | Municipalité d'Oïok              |
| 32                           | Karlouk                      | hameau                       | 4950                         | Municipalité de Karlouk          |
| 33                           | Kachtak                      | hameau                       | 56                           | Municipalité de Reviakina        |
| 34                           | Koty                         | hameau                       | 598                          | Municipalité d'Oïok              |
| 35                           | Kouda                        | hameau                       | 4846                         | Municipalité de Khomoutovo       |
| 36                           | Kytsiguirovka                | hameau                       | 485                          | Municipalité de Nikolsk          |
| 37                           | Lebedinka                    | possiolok                    | 42                           | Municipalité de l'Ouchakovka     |
| 38                           | Listvianka                   | commune urbaine              | 1936                         | Municipalité de Listvianka       |
| 39                           | Lylovchtchina                | hameau                       | 394                          | Municipalité de Chiriaïeva       |
| 40                           | Maksimovchtchina             | village                      | 4232                         | Municipalité de Maksimovskoïe    |
| 41                           | Maksimovchtchina             | hameau                       | 279                          | Municipalité d'Oïok              |
| 42                           | Malaïa Ielanka               | hameau                       | 776                          | Municipalité de Mamony           |
| 43                           | Malaïa Topka                 | possiolok                    | 1952                         | Municipalité d'Ourik             |
| 44                           | Maloïe Goloustnoïe           | village                      | 1278                         | Municipalité de la Goloustnaïa   |
| 45                           | Mamony                       | village                      | 7272                         | Municipalité de Mamony           |
| 46                           | Markova                      | commune urbaine              | 36 971                       | Municipalité de Markovskoe       |
| 47                           | Michonkova                   | hameau                       | 100                          | Municipalité d'Oïok              |
| 48                           | Molodionjny                  | possiolok                    | 9219                         | Municipalité de Molodionjny      |
| 49                           | Moskovchtchina               | hameau                       | 878                          | Municipalité d'Ourik             |
| 50                           | Nijni Kotchergat             | possiolok                    | 19                           | Municipalité de la Goloustnaïa   |
| 51                           | Nikola                       | possiolok                    | 120                          | Municipalité de Listvianka       |
| 52                           | Nikolsk                      | village                      | 1096                         | Municipalité de Nikolsk          |
| 53                           | Novaïa Razvdonaïa            | possiolok                    | 1395                         | Municipalité de Molodionjny      |
| 54                           | Novogroudinina               | hameau                       | 1012                         | Municipalité de Markovskoe       |
| 55                           | Novolissikha                 | hameau                       | 562                          | Municipalité de l'Ouchakovka     |
| 56                           | Oïok                         | village                      | 3861                         | Municipalité d'Oïok              |
| 57                           | Pad Melnitchnaïa             | possiolok                    | 4706                         | Municipalité de Markovskoe       |
| 58                           | Parfionovka                  | possiolok                    |                              | Municipalité d'Ourik             |
| 59                           | Pantony                      | possiolok                    | 491                          | Municipalité de l'Ouchakovka     |
| 60                           | Pervomaïski                  | possiolok                    | 263                          | Municipalité de l'Ouchakovka     |
| 61                           | Pivovarikha                  | village                      | 4847                         | Municipalité de l'Ouchakovka     |
| 62                           | Plichkino                    | possiolok                    | 2057                         | Municipalité de Khomoutovo       |
| 63                           | Pozdniakova                  | hameau                       | 356                          | Municipalité de Khomoutovo       |
| 64                           | Polivanikha                  | zaïmka                       | 34                           | Municipalité de l'Ouchakovka     |
| 65                           | Reviakina                    | hameau                       | 735                          | Municipalité de Reviakina        |
| 66                           | Riazanovchtchina             | hameau                       | 166                          | Municipalité de Nikolsk          |
| 67                           | Saïgoutsy                    | hameau                       | 271                          | Municipalité de Gorokhovo        |
| 68                           | Smolenchtchina               | village                      | 5899                         | Municipalité de Smolenchtchina   |
| 69                           | Sosnovy Bor                  | hameau                       | 1575                         | Municipalité de Sosnovy Bor      |
| 70                           | Stepanovka                   | hameau                       | 199                          | Municipalité de Gorokhovo        |
| 71                           | Stolbov                      | hameau                       | 647                          | Municipalité d'Ourik             |
| 72                           | Taïtoura                     | hameau                       | 98                           | Municipalité de Chiriaïeva       |
| 73                           | Talka                        | hameau                       | 239                          | Municipalité de Khomoutovo       |
| 74                           | Taltsy                       | possiolok                    | 5                            | Municipalité de Bolchaïa Retchka |
| 75                           | Tikhonova Pad                | hameau                       | 232                          | Municipalité de Chiriaïeva       |
| 76                           | Tourskaïa                    | hameau                       | 227                          | Municipalité d'Oïok              |
| 77                           | Ourik                        | village                      | 2184                         | Municipalité d'Ourik             |
| 78                           | Oust-Baleï                   | possiolok                    | 310                          | Municipalité d'Oust-Baleï        |
| 79                           | Oust-Kouda                   | hameau                       | 2363                         | Municipalité d'Oust-Kouda        |
| 80                           | Khaïriouzovka                | hameau                       | 8                            | Municipalité d'Ourik             |
| 81                           | Khomoutovo                   | village                      | 15 064                       | Municipalité de Khomoutovo       |
| 82                           | Khoudiakova                  | hameau                       | 556                          | Municipalité de l'Ouchakovka     |
| 83                           | Tcheriomouchka               | hameau                       | 534                          | Municipalité de Reviakina        |
| 84                           | Tcheremshanka                | hameau                       | 6                            | Municipalité de Bolchaïa Retchka |
| 85                           | Chiriaïeva                   | hameau                       | 999                          | Municipalité de Chiriaïeva       |

### Éducation et sports

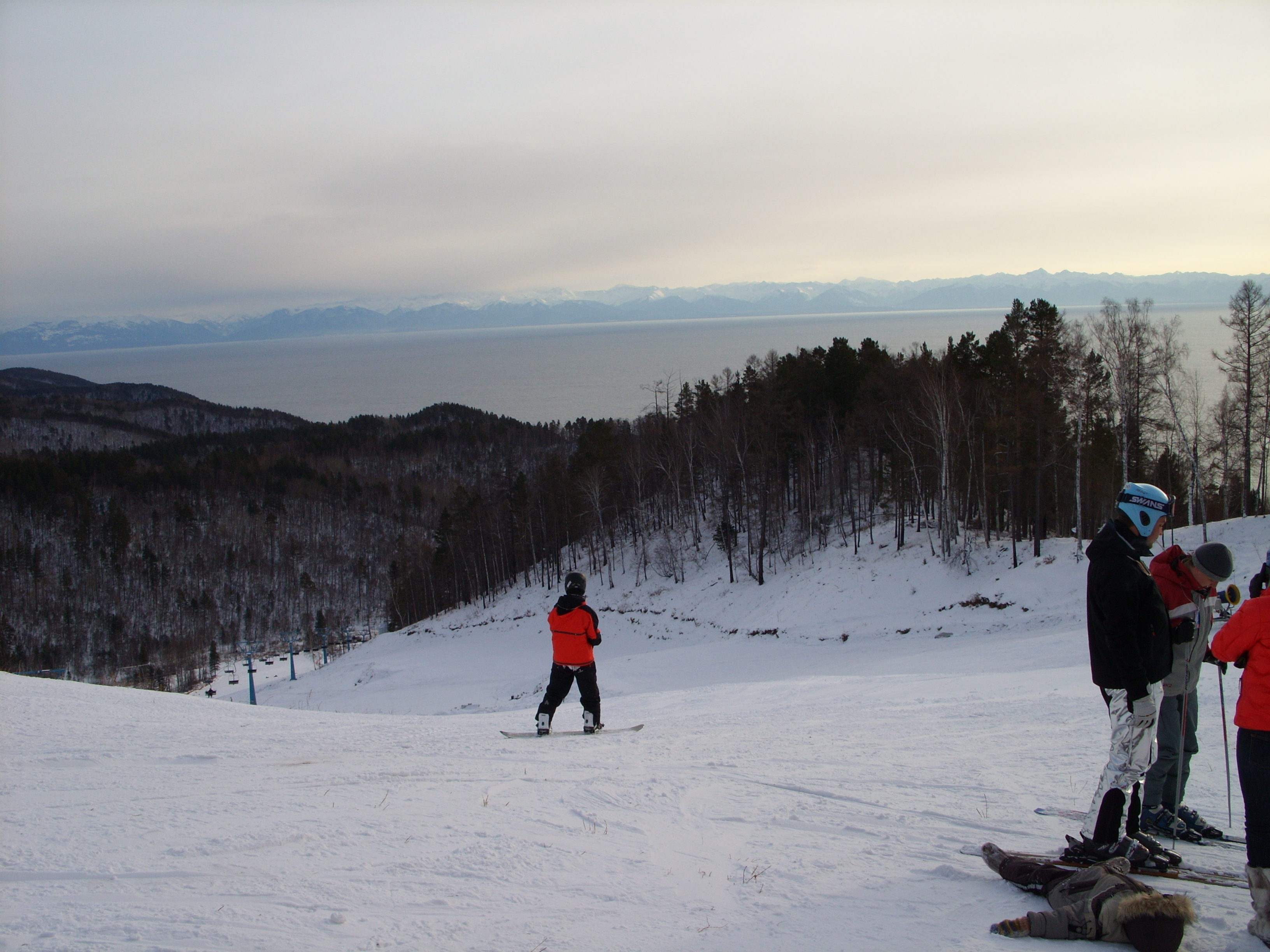
Station de ski de Listvianka avec vue sur le Baïkal.

En 2022, le raïon comptait plus de 6 000 enfants dans les jardins d'enfants et plus de 22 000 écoliers dans les établissements secondaires.
Quant aux sports, plus de 54 000 habitants en pratiquent dans le raïon, soit un tiers de la population totale. Le raïon possède 218 installations sportives, dont 133 installations en plein air, 38 salles de sport, 5 piscines et deux stations de ski. Il y a une école de sport de 864 élèves, ainsi que 189 clubs.

## Économie

### Principaux indicateurs
Au 1er janvier 2023, le raïon comptait 3 351 organisations et 6 349 entrepreneurs individuels, avec une hausse de 56 organisations (+1,7 %) et de 800 entrepreneurs individuels (+14,2 %) par rapport à l'année précédente. Par ailleurs, au cours de l'année 2022, il y avait 18,64 mille personnes employées dans le raïon, soit 6,7 % de plus qu'en 2021. De plus au 1er janvier 2023, le taux de chômage était de seulement 0,6 %, soit 0,2 % de moins qu'au début 2022. Le nombre de personnes inscrites auprès du Centre pour l'emploi était de 459 personnes au début 2023.
Le salaire mensuel moyen pour l'année 2022 était de 38 755 roubles, avec un taux de croissance par rapport à 2021 de 112,8 %. Le salaire moyen mensuel pour les fonctionnaires en 2022 était de 48 424 roubles, avec une augmentation de 11,8 % par rapport à 2021.

### Activités
L'agriculture est la principale activité du raïon d'Irkoutsk, déterminée par sa géographie et ses plaines fertiles, coincées entre le Baïkal et les zones urbaines d'Irkoutsk. La production agricole est générée par 15 entreprises agricoles, 6 coopératives agricoles et 135 exploitations paysannes. En 2023, par rapport à début 2022, la production de lait a augmenté de 21,3 %, les cheptels d'ovins de 4 %, de bovins de 4,5 % et de porcs de 3,1 %. Au cours de l'année 2022, 63,7 mille tonnes de légumes ont été produits, la production de viande s'est élevée à hauteur de 2,89 mille tonnes, et celles d’œufs de 10,25 mille tonnes. Le raïon compte 40 chaufferies, dont 34 municipales et 6 appartenant au raïon.

#### Tourisme
Le tourisme est l'une des principales activités économiques grâce au lac Baïkal, site classé au patrimoine mondial de l'UNESCO. Le raïon compte 108 structures d'hébergement touristiques, 148 établissement de restaurations. Dans ceci, on retrouve 51 maisons d'hôtes, 2 sanatoriums, 13 centres de loisirs, entre autres. Parmi les sites touristiques, on compte le sentier de grande randonnée du lac Baïkal qui traverse le raïon.

### Budget
Le budget du raïon d'Irkoutsk s'est élevé en 2022 à 8,19 milliards de roubles, soit 23 % de plus qu'en 2021. Les recettes fiscales donnent 1,87 milliard de roubles au budget (19,5 %, plus qu'en 2021), les recettes non fiscales 0,41 milliard de roubles (39,1 % de plus) et les subventions 5,9 milliards de roubles (21,1 % de plus).
Les dépenses du budget se sont élevées en 2022 pour le raïon à 8,3 milliards de roubles, soit 24,7 % de plus qu'en 2021. Les dépenses se sont principalement dirigées vers la sphère sociale avec 5,6 milliards de roubles (68,4 % des dépenses totales), puis vers les dépenses nationales (ex : police, éducation, etc., 25,4 % des dépenses totales), et dans une moindre mesure au logement et aux services municipaux.

### Voies de communication

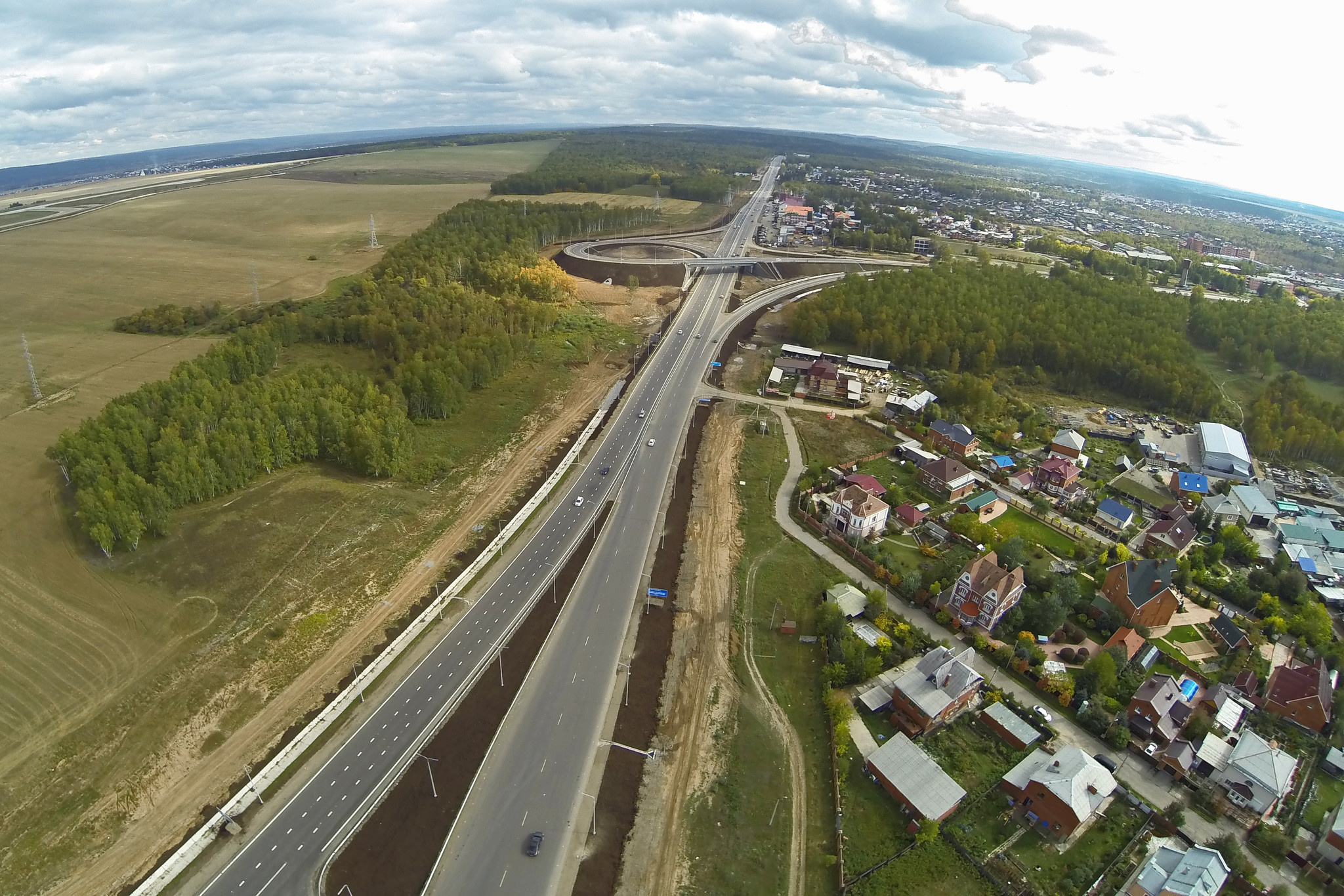
Route 25N-209 reconstruite entre 2014 et 2015.

Au 1er janvier 2023, le raïon comprenait 113 routes le traversant, d'une longueur totale de 208,749 km. Au cours de l'année 2022, 17,15 millions de roubles ont été allouées à leur maintenance. Parmi les routes les plus importantes, on retrouve la route régionale 25N-209, dite « route du Baïkal », longue de 58,591 kilomètres qui relie Irkoutsk (et son aéroport) à Listvianka et donc le lac Baïkal. Il y a aussi la route régionale 25K-010 qui relie sur environ 120 kilomètres Irkoutsk à Bolchoïe Goloustnoïe. Dans le nord d'Irkoutsk, il y a la route 25N-056 vers Jigalovo (qui, via une autre route, mène vers Olkhon), et la 25N-096 vers Oust-Ouda (en direction de Bratsk).
Mais les routes les plus importantes traversant le raïon restent la route fédérale R258, qui commence à Irkoutsk et qui va vers la rive sud du Baïkal, Slioudianka, Oulan-Oudé et Tchita, ainsi que la route fédérale R255 qui va d'Irkoutsk à Novossibirsk.
Il y a des lignes de bateaux sur le Baïkal et l'Angara, en particulier d'Irkoutsk à Listvianka.

## Culture locale et patrimoine

### Sites culturels

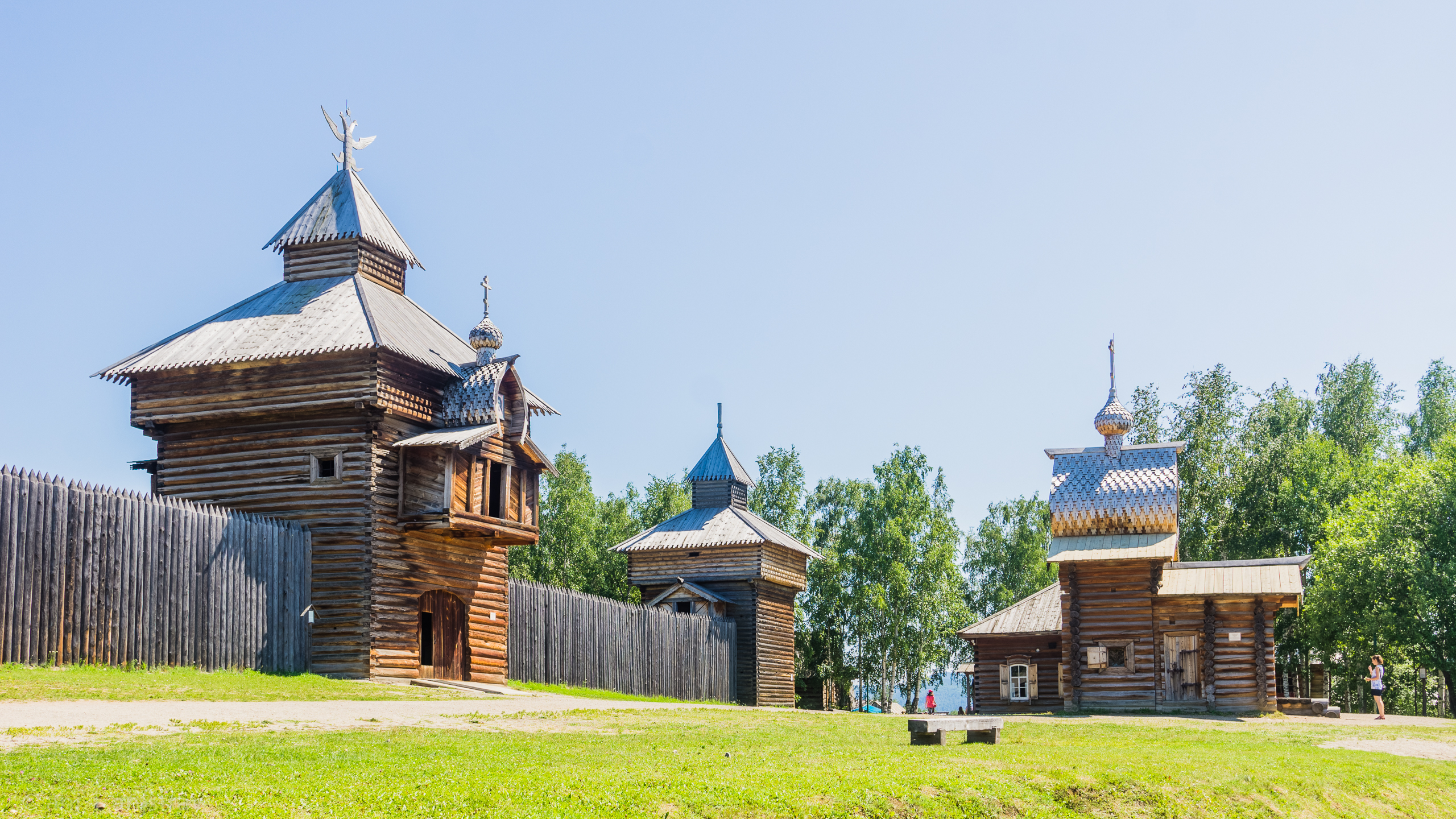
L'ostrog d'Ilim au musée de Talzy (déplacée au musée dans les années 1960).

Le raïon compte en tout douze musées et salles d'expositions, dix domaines, quatorze édifices religieux, et quarante-et-un sites qui sont des monuments et bâtiments historiques. Parmi ces sites, on retrouve le musée architectural et ethnographique de Talzy, qui a une importante collection sur les peuples de la région : Bouriates, Evenks et Tofalars, qui racontent l'histoire de ces peuples, leurs modes de vie, leurs traditions et leurs croyances. Une partie s'intéresse aussi à l'histoire des Russes dans la région. Il y a aussi à Listvianka le musée du Baïkal, donnant un aperçu unique de la flore et la faune de la région, qui est par ailleurs un Institut de limnologie, étudiant le lac et son écosystème. Toujours dans la même commune se trouve le complexe d'aquarium du musée Baïkal, avec 40 aquariums, dont 11 sont des aquariums à destination du public, les autres étant expérimentaux et de quarantaine. Ses aquariums sont en partie connectée à l'eau du lac. L'on peut y admirer la faune du lac : chabots communs, esturgeons, corégones, omouls, ombres, Brachymystax, taimen, éponges et amphipodes. En été, le phoque Baïkal peut être observé depuis le musée, et des activités de sciences expérimentales sont proposées aux visiteurs.
En 2022, le raïon a dénombré plus de 7000 évènements culturels, qui ont réunis plus de 74 000 personnes. Les évènements culturels sont importants grâce à la population importante et au secteur touristique, et ils bénéficient du soutien des autorités locales.

### Symbolisme
| Armoiries du raïon d'Irkoutsk | Les armoiries du raïon d'Irkoutsk se blasonnent ainsi : « Dans un champ vert avec une pointe d'azur abaissée, complétée par une série de vagues courantes, sur une colline basse et argentée se trouve une gerbe dorée d'épis de blé ; au milieu, par-dessus tout, il y a un babr noir qui court avec des yeux écarlates, une moustache argentée et des marques de bronzage, tenant dans sa bouche une zibeline écarlate. ». La version actuelle fut approuvée par la décision no 60-436/rd de la douma du raïon d'Irkoutskdu 20 avril 2009. Elles sont inscrites au registre héraldique d'État de la Fédération de Russie sous le numéro 4916. Le drapeau est construit sur le même modèle. C'est un panneau rectangulaire d'un rapport largeur/longueur de 2:3, reproduisant la composition des armoiries de la municipalité du raïon. Il est inscrit au registre héraldique d'État de la Fédération de Russie sous le numéro 4917, et a été approuvée par la décision no 60-436/rd de la douma du raïon d'Irkoutskdu 20 avril 2009. |